# Le Bez
 Le Bez là một xã trong tỉnh Tarn thuộc vùng Occitanie ở miền nam nước Pháp. Xã này nằm ở khu vực có độ cao trung bình 650 mét trên mực nước biển.

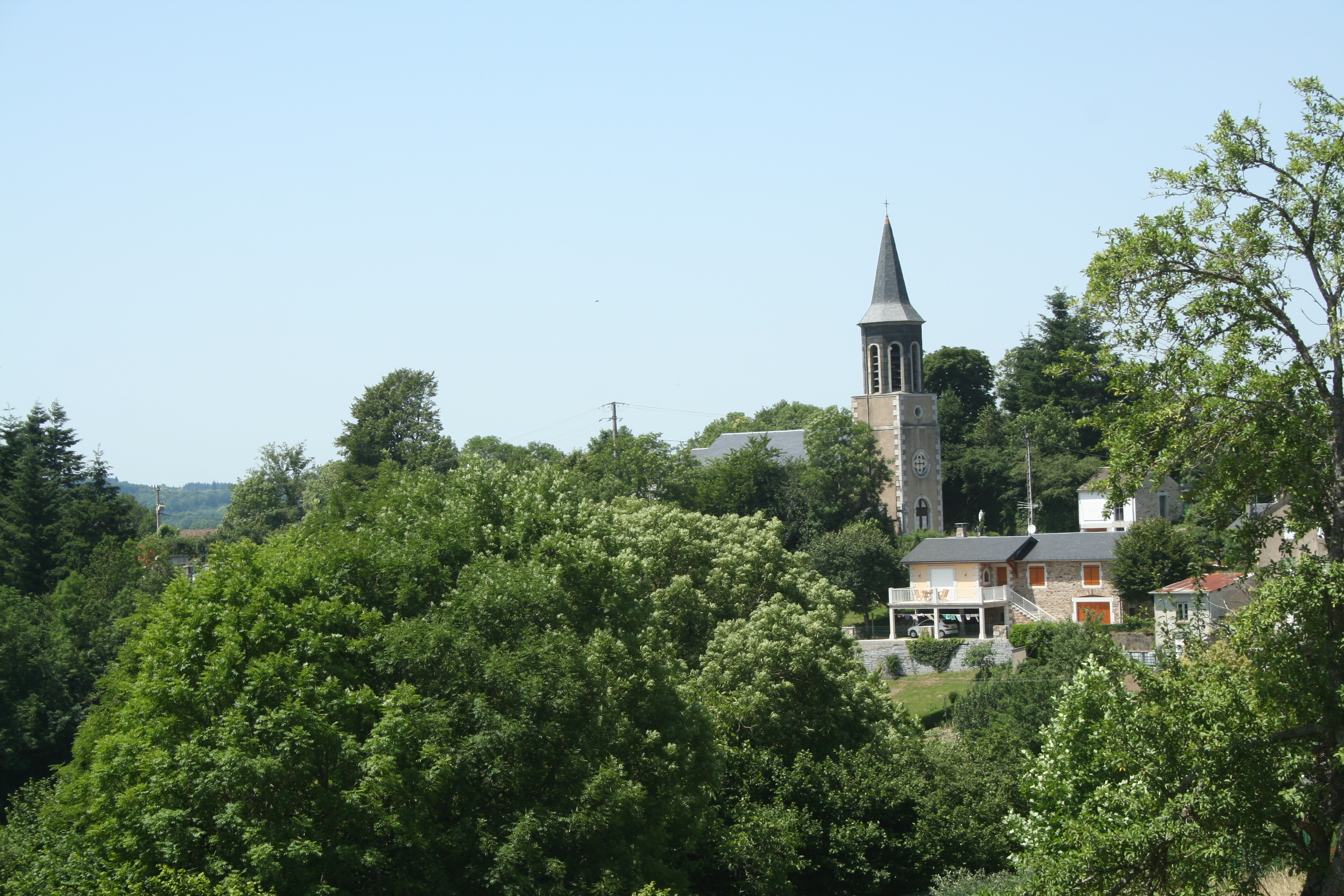
Nhà thờ